# Epitausa pallescens
Epitausa pallescens är en fjärilsart som beskrevs av William Schaus 1901. Epitausa pallescens ingår i släktet Epitausa och familjen nattflyn. Inga underarter finns listade i Catalogue of Life.